# Lijst van rijksmonumenten in Bernheze
De Nederlandse gemeente Bernheze telt 67 inschrijvingen in het rijksmonumentenregister. Hieronder een overzicht. 

## Heesch
De plaats Heesch telt 6 inschrijvingen in het rijksmonumentenregister.
| Object | Oorspronkelijke functie?  | Bouwjaar                    | Architect                            | Locatie                         | Coördinaten?                  | Nr.?   | Afbeelding        |
| --- | ------------------------- | --------------------------- | ------------------------------------ | ------------------------------- | ----------------------------- | ------ | ----------------- |
| De Berkt | Woonhuis                  | 16e eeuw                    |                                      | Kasteellaan 1                   | 51° 42' 58" NB, 5° 29' 52" OL | 21275  | Meer afbeeldingen |
| Terrein met twee grafheuvels                                                                                          | Archeologisch monument    | Neolithicum en/of Bronstijd |                                      |                                 | 51° 43' 43" NB, 5° 33' 48" OL | 45432  | Meer afbeeldingen |
| Hoevecomplex bestaande uit woonhuis, bakhuis en schuur, onder met blauwe Hollandse en muldenpannen gedekte zadeldaken | Boerderij                 | 1770, 1867 en 1900-1910     |                                      | 't Dorp 92                      | 51° 44' 7" NB, 5° 31' 35" OL  | 47047  | Meer afbeeldingen |
| Baarhuisje | Begraafplaats en -onderdl | 1865                        | Carl Weber                           | Achterzijde begraafplaats (bij) | 51° 43' 57" NB, 5° 31' 12" OL | 520582 | Meer afbeeldingen |
| Gemeentehuis van Heesch                                                                                               | Bestuursgebouw en onderdl | 1939-1941                   | Alexander Kropholler en P.G. Elemans | 't Dorp 61                      | 51° 44' 7" NB, 5° 31' 39" OL  | 520583 | Meer afbeeldingen |
| Boerderij van het kortgeveltype                                                                                       | Boerderij                 | ca. 1890                    |                                      | Vinkelsestraat 57               | 51° 43' 15" NB, 5° 30' 42" OL | 520590 | Meer afbeeldingen |

## Heeswijk-Dinther
De plaats Heeswijk-Dinther telt 48 inschrijvingen in het rijksmonumentenregister. Zie Lijst van rijksmonumenten in Heeswijk-Dinther voor een overzicht.

## Nistelrode
De plaats Nistelrode telt 9 inschrijvingen in het rijksmonumentenregister. Zie Lijst van rijksmonumenten in Nistelrode voor een overzicht.

## Vorstenbosch
De plaats Vorstenbosch telt 3 inschrijvingen in het rijksmonumentenregister.
| Object                 | Oorspronkelijke functie?  | Bouwjaar | Architect        | Locatie       | Coördinaten?                 | Nr.?   | Afbeelding        |
| ---------------------- | ------------------------- | -------- | ---------------- | ------------- | ---------------------------- | ------ | ----------------- |
| Windlust               | Industrie- en poldermolen | 1860     |                  | Kerkstraat 22 | 51° 39' 8" NB, 5° 33' 4" OL  | 30638  | Meer afbeeldingen |
| St. Lambertuskerk      | Kerk en kerkonderdeel     | 1933     | H.C. van de Leur | Kerkstraat 2  | 51° 39' 14" NB, 5° 33' 7" OL | 520585 | Meer afbeeldingen |
| Pastorie met koetshuis | Kerkelijke dienstwoning   | 1933     | H.C. van de Leur | Kerkstraat 4  | 51° 39' 13" NB, 5° 33' 6" OL | 520586 | Meer afbeeldingen |

's-Hertogenbosch ·
Alphen-Chaam ·
Altena ·
Asten ·
Baarle-Nassau ·
Bergeijk ·
Bergen op Zoom ·
Bernheze ·
Best ·
Bladel ·
Boekel ·
Boxtel ·
Breda ·
Cranendonck ·
Deurne ·
Dongen ·
Drimmelen ·
Eersel ·
Eindhoven ·
Etten-Leur ·
Geertruidenberg ·
Geldrop-Mierlo ·
Gemert-Bakel ·
Gilze en Rijen ·
Goirle ·
Halderberge ·
Heeze-Leende ·
Helmond ·
Heusden ·
Hilvarenbeek ·
Laarbeek ·
Land van Cuijk ·
Loon op Zand ·
Maashorst ·
Meierijstad ·
Moerdijk ·
Nuenen, Gerwen en Nederwetten ·
Oirschot ·
Oisterwijk ·
Oosterhout ·
Oss ·
Reusel-De Mierden ·
Roosendaal ·
Rucphen ·
Sint-Michielsgestel ·
Someren ·
Son en Breugel ·
Steenbergen ·
Tilburg ·
Valkenswaard ·
Veldhoven ·
Vught ·
Waalre ·
Waalwijk ·
Woensdrecht ·
Zundert